# 11100 Lai
11100 Lai este un asteroid din centura principală de asteroizi.

## Descriere
11100 Lai este un asteroid din centura principală de asteroizi. A fost descoperit pe 22 mai 1995 la Observatorul San Vittore din Bologna. El prezintă o orbită caracterizată de o semiaxă mare de 2,43 ua, o excentricitate de 0,17 și o înclinație de 10,2° în raport cu ecliptica.